# Thần Thoại (phim truyền hình)
Thần Thoại (giản thể: 神话; phồn thể: 神話 là một bộ phim truyền hình sản xuất năm 2010 dựa trên bộ phim điện ảnh cùng tên sản xuất năm 2005. Thành Long người đóng vai chính trong Thần Thoại (2005) đóng vai trò tổng giám chế, Đường Quý Lễ là đạo diễn của phim. 50 tập của phim đã được trình chiếu trên kênh CCTV - 8 của Đài truyền hình trung ương Trung Quốc từ ngày 2 tháng 1 đến ngày 18 tháng 1 năm 2010. Chi phí sản xuất bộ phim vào khoảng 40 triệu nhân dân tệ.

## Nội dung
Năm 2010, có một chàng trai trẻ Dịch Tiểu Xuyên là nhà nhiếp ảnh tự do. Trong 1 lần đi ngao du anh nhặt được 1 văn vật cổ, sau đó anh đến hiện trường khai quật khảo cổ của cha và vô tình bị cuốn vào một sự kiện tranh giành các văn vật. Cơ duyên tình cờ khiến anh đụng nhầm vào hộp báu, cùng đầu bếp Cao Yếu của đoàn khảo cổ vượt qua không gian, thời gian, đi ngược hơn 2200 năm trước trở về triều đại nhà Tần. Một lòng muốn quay lại năm 2010, nhưng họ nhận ra làm thế nào may mắn sống sót trong thời đại đầy những biến động bất ngờ mới là điều cấp thiết. Hết lần này đến lần khác, trải qua nhiều kỳ ngộ và hiểm nguy, sự lựa chọn không giống nhau đã khiến hai người đi theo những con đường khác biệt. Dịch Tiểu Xuyên trải qua mối tình khắc cốt ghi tâm với Công chúa Ngọc Thấu, kết giao với bằng hữu trung can nghĩa đảm, trở thành một Mông Nghị nhân tâm tề thế. Còn Cao Yếu, vốn là một kẻ nhát gan, sau những đòn đả kích trí mạng liên tiếp, hắn bị quyền lực cám dỗ và trở thành Triệu Cao - một kẻ tàn ác, tham lam, bất chấp thủ đoạn. Ở năm 2010, anh trai Dịch Đại Xuyên cùng cha vẫn không từ bỏ hy vọng tìm kiếm tung tích Tiểu Xuyên. Hai cha con một mặt đối phó với sự ngăn cản phá rối của thế lực thần bí, một mặt tháo gỡ từng nút thắt liên quan đến sự mất tích của đứa con trai nhỏ. Cuối cùng, họ đã giải mã được bí ẩn lăng mộ Tần Thủy Hoàng và các sự kiện thần bí liên quan xung quanh việc Tiểu Xuyên và Cao Yếu mất tích. Trong cuộc chiến cuối cùng tại lăng mộ Tần Thủy Hoàng, đồng bọn của Cao Yếu và bản thân Cao Yếu bị chết khi lăng mộ sụp đổ, chỉ có gia đình Tiểu Xuyên là thoát ra ngoài, tuy nhiên, Tiểu Xuyên đã không thể cứu được tình yêu của mình là công chúa Ngọc Thấu.

## Các diễn viên chính
- Hồ Ca vai Dịch Tiểu Xuyên/Mông Nghị
- Bạch Băng vai Công chúa Ngọc Thấu
- Nhâm Tuyền vai Dịch Đại Xuyên
- Trương Manh vai Cao Lam/Ngu Cơ/Tiểu Nguyệt
- Trương Thế vai Cao Yếu / Triệu Cao
- Kim Sa vai Lã Tố
- Trần Tử Hàm vai Lã Trĩ
- Tang Kim Sinh vai Tần Thủy Hoàng
- Đàm Khải vai Hạng Vũ
- Đinh Tử Tuấn vai Mông Điềm
- Lý Tường Nghi vai Lưu Bang
- Mã Văn Long vai Phù Tô
- Lý Tiêu Hi vai Lý Tư

## Bài hát sử dụng trong phim
- Vượt qua được trình bày bởi Trương Manh và Vương Hải Tường
- Tinh nguyệt thần thoại được trình bày bởi Kim Sa
- Mỹ lệ thần thoại được trình bày bởi Hồ Ca và Bạch Băng